# ノヴェー・ザームキ - プリェヴィヅァ線
ノヴェー・ザームキ - プリェヴィヅァ線（スロバキア語;Železničná trať Nové Zámky – Prievidza）は、スロバキア国鉄の鉄道線の名称である。路線番号は140。

## 歴史
1867年10月にナジュシュラニ（現在シュラニ）の砂糖工場企業はオーストリア＝ハンガリー国家鉄道（略: StEG）ウィーン - ブダペスト線のトト・メジェル駅（現在パラーリコヴォ駅）に伸びる専用鉄道敷設権を獲得した。専用鉄道は同年12月に完工した。
1870年以来、地域企業人はニトラ方面の鉄道建設許可を要請したものの、建設免許は国家鉄道に割り当てられた。1874年1月15日にトト・メジェル - ナジュシュラニ間は中間駅なしで旅客・貨物用として再開業された。StEGの地方鉄道は1876年11月19日にニトラまで延長された。ナジュシュラニ - ニトラ間はこの路線で最初に開業された区間に当たる。
国家鉄道はニトラ以北区間の建設を企てた。そのプロジェクトは本来なら鉄道王シュトラウスベルク（Bethel Henry Strousberg, 1823~1884）が前に務めたものの、財政難のため実行できなかった。ニトラ - ナジュタポルチャニ（現在トポルチャニ）間は1881年9月16日に開業された。StEGはハンガリー北西鉄道プロジェクトを引き継いで、地方鉄道は1884年8月20日にベリッツ（現在ヴェルケビエリツェ）まで延長された。それで、全線の工事は一段落ついた。
1887年、トト・メジェル - ベリッツ間地方鉄道は法的にニトラ谷線の名称で統合された。1891年、StEGハンガリー法人は国有化されて、この路線もハンガリー王立鉄道（略: MÁV）の路線網に編入された。
その後北へ延伸を続け、1896年にはプリェヴィヅァまで開業した。最後まで残ったノヴェー・ザームキ～シュラニ間は、1900年に開業した。
1993年1月1日、この路線はチェコスロバキア分離の結果で新生のスロバキア国鉄（略: ŽSR）に引き受けられた。

## 運行形態
公式サイトを参照。

### 特急「リーフリク(R)」
- ボイニツェ号：　ブラチスラヴァ - ズベヒ - プリェヴィヅァ
平日は2時間に1本、休日は一日5往復の運行。ズベヒ～イェルショヴツェ間の短絡線を経由し、イェルショヴツェ以西は141号線に直通する。平日の西行1本に限り、トポリチャニ以東は普通列車として運行し、トポリチャニ以東の各駅に停車する。
過去の運行形態
2015年度以前は、一日4往復、4時間間隔での運行であった。プリェヴィヅァ方面行の大部分が、ジャボクレキにも停車していた他、ヴェリケー・ウヘルツェ停車の列車も設定されていた。
2016年度に、快速(REX)に格下げとなった。一方停車駅は減少し、ジャボクレキ通過となった。
2022年度に、一日6往復（休日は5.5往復）に増発された。
2023年度に、再び特急(R)に格上げとなった。平日は2時間に1本の運行となった一方、休日は一日5往復にやや減便された。平日の西行1本に限り、トポリチャニ以東で普通列車となる列車が設定された。一方で、種別変更する列車を除き、ヴェリケー・ウヘルツェは全列車通過となった。また、3,4月限定で、ジャボクレキ、ビェリツェ、パルチザーンスケ停留所にも停車する様になった[8]。

### 快速「レギオナルエクスプレス(REX)」
- (ノヴェー・ザームキ - ) ニトラ - トルナヴァ
2時間に1本の運行。ルジャンキ以西は141号線に直通する。ニトラ以南は、普通列車に種別変更され、各駅に停車する。
2021年末に運行を開始した。当初は平日のみ、ニトラ以北での運行であったが、2023年度より休日も運行する様になり、ノヴェー・ザームキへの直通を開始した。

### 普通
- ノヴェー・ザームキ - ニトラ ( - トルナヴァ)
2時間に1本。ニトラ以北は、快速に種別変更される。ノヴェー・ザームキで、130号線ブダペスト方面特急と接続する。
過去の運行形態
2017年以前は、北行は大部分がプリェヴィヅァに直通していた他、南行はニトラ以北も普通列車として運行していた。全て各駅停車だった。
2018年度以降、双方向ともノヴェー・ザームキ - プリェヴィヅァ間の運行が中心になった。
2023年度より、大部分がニトラ以西快速として141号線と直通する様になった。また、一部バーノウとオンドロホウを通過する列車が設定された。

- ニトラ - ルジャンキ - トルナヴァ
2時間に1本の運行。ルジャンキ以西は141号線に直通する。
2017年以前は、東行の多くがノヴェー・ザームキまで直通していた。

- ニトラ - トポリチャニ
2時間に1本の運行。
過去の運行形態
2017年以前は、大部分がプリェヴィヅァに直通していた他、北行に限りノヴェー・ザームキ始発が多かった。また、ムリナールツェを通過する列車があった。
2018年度以降、双方向ともノヴェー・ザームキ - プリェヴィヅァ間の運行が中心になった。
2023年度より、ニトラとトポリチャニで系統が分断され、ニトラ - トポリチャニ間の運行が中心となった。ムリナールツェは全列車停車となった。

- トポリチャニ - ヒノラニ - トレンチーン　【土曜・休日運行】
土曜・休日限定で、一日3往復の運行。ヒノラニ以北は143号線に直通する。
2019年以前は、平日も含め、1-3往復が運行していた。2020年度に一日あたり南行片道1本となり、2022年度に休日のみの運行となった。2023年度に、一日3往復に増発された。

- トポリチャニ - プリェヴィヅァ
2時間に1本の運行。
2022年度以前は、大部分がニトラ方面に直通していた。

### 過去の運行種別
- 特急「エクスプレス(Ex)」
  - アリヴァ・エクスプレス号：　ニトラ - プラハ
2017-20年の間、一日1往復（土曜日2往復、休日1.5往復、2017年冬は週1往復）運行していた。ルジャンキ以北は141号線に直通していて、ニトラ - フルホヴェツ間ノンストップであった。

## 駅一覧
以下では、スロバキア国鉄140号線の駅と営業キロ、停車列車、接続路線などを一覧表で示す。
- 種別
  - REX：快速
  - Os：普通
- 停車駅
  - ■印：全列車停車
  - ●印：大部分停車、一部通過
  - ○印：大部分通過、一部停車
  - ｜印：全列車通過

| 路線名 | 駅名                               | 駅間営業キロ | 累計営業キロ | 累計営業キロ         | R  | REX | Os | 接続路線                                                                        | 所在地         | 所在地               |
| ------ | ---------------------------------- | ------------ | ------------ | -------------------- | -- | --- | -- | ------------------------------------------------------------------------------- | -------------- | -------------------- |
| 150    | ノヴェー・ザームキ駅               | -            |              | 新ザームキから 0.0   |    |     | ■  | 130号線（シトゥーロヴォ方面、ブラチスラヴァ方面） 135号線（コマールノ方面）     | ニトラ県       | ノヴェー・ザームキ郡 |
| 150    | バーノウ駅                         | 6.1          | 6.1          |                      |    |     | ●  |                                                                                 | ニトラ県       | ノヴェー・ザームキ郡 |
| 140    | シュラニ駅                         | 4.4          | 10.5         |                      |    |     | ■  | 130号線（ブラチスラヴァ方面）、150号線（ズヴォレン方面）                        | ニトラ県       | ノヴェー・ザームキ郡 |
| 140    | オンドロホウ駅                     | 1.9          | 12.4         |                      |    |     | ●  |                                                                                 | ニトラ県       | ノヴェー・ザームキ郡 |
| 140    | コムヤチツェ駅                     | 3.4          | 15.8         |                      |    |     | ■  |                                                                                 | ニトラ県       | ノヴェー・ザームキ郡 |
| 140    | ヴェリキー・キール駅               | 3.6          | 19.4         |                      |    |     | ■  |                                                                                 | ニトラ県       | ノヴェー・ザームキ郡 |
| 140    | ブランチ駅                         | 2.9          | 22.3         |                      |    |     | ■  |                                                                                 | ニトラ県       | ノヴェー・ザームキ郡 |
| 140    | イヴァンカ・プリ・ニトレ駅         | 4.6          | 26.9         |                      |    |     | ■  |                                                                                 | ニトラ県       | ニトラ郡             |
| 140    | ドルネー・クルシカニ駅             | 3.2          | 30.1         |                      |    |     | ■  |                                                                                 | ニトラ県       | ニトラ郡             |
| 140    | ニトラ駅                           | 3.6          | 33.7         |                      |    | ■   | ■  |                                                                                 | ニトラ県       | ニトラ郡             |
| 140    | ニトラ停留所                       | 2.2          | 35.9         |                      |    | ｜  | ■  |                                                                                 | ニトラ県       | ニトラ郡             |
| 140    | ムリナールツェ駅                   | 2.0          | 37.9         |                      |    | ｜  | ■  |                                                                                 | ニトラ県       | ニトラ郡             |
| 140    | ルジャンキ駅                       | 3.2          | 41.1         |                      |    | ｜  | ■  | 141号線（プラハ方面）                                                           | ニトラ県       | ニトラ郡             |
| 140    | チャカヨヴツェ駅                   | 2.6          | 43.7         |                      |    |     | ■  |                                                                                 | ニトラ県       | ニトラ郡             |
| 140    | イェルショヴツェ駅                 | 1.7          | 45.4         |                      | ｜ |     | ■  | ズベヒ方面短絡線（ズベヒまで4.6km） ズベヒで141号線（ブラチスラヴァ方面）に接続 | ニトラ県       | ニトラ郡             |
| 140    | ヴィーチャピ・オパトヴツェ駅       | 3.9          | 49.3         |                      | ｜ |     | ■  |                                                                                 | ニトラ県       | ニトラ郡             |
| 140    | コニャロヴツェ駅                   | 2.0          | 51.3         |                      | ｜ |     | ■  |                                                                                 | ニトラ県       | トポリチャニ郡       |
| 140    | プレセリャニ・ナド・ニトロウ停留所 | 2.1          | 53.4         |                      | ｜ |     | ■  |                                                                                 | ニトラ県       | トポリチャニ郡       |
| 140    | カマノヴァー駅                     | 2.0          | 55.4         |                      | ｜ |     | ■  |                                                                                 | ニトラ県       | トポリチャニ郡       |
| 140    | ミートナ・ノヴァー・ヴェス駅       | 2.1          | 57.5         |                      | ｜ |     | ■  |                                                                                 | ニトラ県       | トポリチャニ郡       |
| 140    | ルダニツェ駅                       | 2.5          | 60.0         |                      | ｜ |     | ■  |                                                                                 | ニトラ県       | トポリチャニ郡       |
| 140    | フラブラニ駅                       | 3.7          | 63.7         |                      | ｜ |     | ■  |                                                                                 | ニトラ県       | トポリチャニ郡       |
| 140    | トポリチャニ駅                     | 3.8          | 67.5         |                      | ■  |     | ■  |                                                                                 | ニトラ県       | トポリチャニ郡       |
| 140    | クルショヴツェ駅                   | 3.4          | 70.9         |                      | ｜ |     | ■  |                                                                                 | ニトラ県       | トポリチャニ郡       |
| 140    | ボシャニ駅                         | 3.4          | 74.3         |                      | ｜ |     | ■  |                                                                                 | トレンチーン県 | パルチザーンスケ郡   |
| 140    | ヒノラニ駅                         | 2.9          | 77.2         |                      | ■  |     | ■  | 143号線（トレンチーン方面）                                                     | トレンチーン県 | パルチザーンスケ郡   |
| 140    | ジャボクレキ・ナド・ニトロウ駅     | 2.2          | 79.4         |                      | ｜ |     | ■  |                                                                                 | トレンチーン県 | パルチザーンスケ郡   |
| 140    | ヴェリケー・ビェリツェ駅           | 3.8          | 83.2         | 大ビェリツェから 0.0 | ｜ |     | ■  |                                                                                 | トレンチーン県 | パルチザーンスケ郡   |
| 140    | パルチザーンスケ駅                 | 1.5          | 84.7         | 1.5                  | ■  |     | ■  |                                                                                 | トレンチーン県 | パルチザーンスケ郡   |
| 140    | パルチザーンスケ停留所             | 1.8          | 86.5         | 3.3                  | ｜ |     | ■  |                                                                                 | トレンチーン県 | パルチザーンスケ郡   |
| 140    | ヴェリケー・ウヘルツェ駅           | 2.4          | 88.9         | 5.7                  | ｜ |     | ■  |                                                                                 | トレンチーン県 | パルチザーンスケ郡   |
| 140    | オスラニ駅                         | 3.5          | 92.4         | 9.2                  | ｜ |     | ■  |                                                                                 | トレンチーン県 | プリェヴィヅァ郡     |
| 140    | ビストリチャニ駅                   | 2.7          | 95.1         | 11.9                 | ｜ |     | ■  |                                                                                 | トレンチーン県 | プリェヴィヅァ郡     |
| 140    | ゼミャンスケ・コストリャニ駅       | 3.7          | 98.8         | 15.6                 | ■  |     | ■  |                                                                                 | トレンチーン県 | プリェヴィヅァ郡     |
| 140    | ノヴァーキ駅                       | 4.1          | 102.9        | 19.7                 | ■  |     | ■  |                                                                                 | トレンチーン県 | プリェヴィヅァ郡     |
| 140    | コシ駅                             | 4.4          | 107.3        | 24.1                 | ｜ |     | ■  |                                                                                 | トレンチーン県 | プリェヴィヅァ郡     |
| 140    | プリェヴィヅァ駅                   | 4.3          | 111.6        | 28.4                 | ■  |     | ■  | 145号線（シトゥブニャ方面）                                                     | トレンチーン県 | プリェヴィヅァ郡     |